# Михайловка (Бородулихинский район)
Михайловка (каз. Михайловка) — село в Бородулихинском районе Абайской области Казахстана. Входит в состав Подборного сельского округа. Код КАТО — 633879200.

## Население
В 1999 году население села составляло 191 человек (90 мужчин и 101 женщина). По данным переписи 2009 года, в селе проживали 93 человека (39 мужчин и 54 женщины).